# A-ware/Fonterra
Royal A-ware (voorheen De Haan/Westerhoff (DHW) Power-play) is een Nederlandse marathonschaatsploeg onder leiding van coach Jillert Anema. In het kader van Talentontwikkeling werkt Royal A-ware samen met Team FrySk.

## Achtergrond
Voorheen was het een herenteam onder leiding van coach Henk Gemser. In seizoen 2013/2014 opereerde het team nog onder de naam van de Nederlandse sponsor A-ware Food Group, een kaasfabrikant gevestigd te Heerenveen, en later onder de naam van de samenwerkende sponsors A-ware en de Nieuw-Zeelandse zuivelcoöperatie Fonterra. Crispijn Ariëns won op 28 januari 2013 de eerste KPN Natuurijs Grandprix op de Oostenrijkse Weissensee.
Schaatser Niels Mesu kwam in 2013 lange tijd niet in actie vanwege zijn behandeling voor melanoom in het Amsterdamse Antoni van Leeuwenhoekziekenhuis.
Bij het Nederlandse kampioenschappen schaatsen afstanden 2014 - 1500 meter mannen stond Henk Gemser de oud-sprinter Erben Wennemars bij tijdens zijn rit. Vanaf seizoen 2014/2015 zal de ploeg met enkele langebaanschaatsers van Clafis uitkomen in het inlineskaten en in 2015/2016 dus ook in het schaatsen.

## Seizoen 2018/2019
De volgende rijders maken deel uit van dit team:

### Dames
- Marijke Groenewoud
- Aveline Hijlkema
- Carien Kleibeuker
- Irene Schouten

### Heren
- Jorrit Bergsma
- Evert Hoolwerf
- Olivier Jean
- Simon Schouten
- Arjan Stroetinga
- Bob de Vries